# Roberto Gañán Ojea
Roberto Gañán Ojea (más conocido como Pulpul) es el vocalista y segunda guitarra del grupo español Ska-P.
Muchas de sus canciones en grupo abordan problemas sociales (adicción a la droga, política, globalización, racismo y desigualdad)

## Biografía

### Comienzos
Nació en Madrid el 20 de febrero de 1971, y su afición por la música comenzó a sus 12 años de edad. Comenzó a escuchar a los grupos de vascos y navarros punk como Barricada, La Polla y Kortatu, entre otros. Escuchando dicha música le apasionó el aprender a tocar algún instrumento, en un comienzo optó por la batería, sin embargo en su casa no había recursos suficientes para comprarla, así que adquirió una guitarra eléctrica, una Talmus de flecha, con la cual aprendió a tocar bien el instrumento, llegando a sacar temas de los grupos Leño, Eskorbuto y sobre todo de La Polla Records. Más tarde, Pipi (Ricardo Delgado) se compró otra guitarra y junto con el Pony, el Gelete y Carlos (amigos del barrio), comenzaron a componer algunas canciones propias y a destrozar el taller donde trabajaba el padre de Pipi, que los echó de allí por causar daños en la propiedad.
Cuando tenía 17 o 18 años estuvo tocando y cantando en un grupo llamado Erótica, formado por Carlos, Javi y Benja. Les fue bastante bien, ganaron dos concursos, "el Villa de Vallekas" y "el certamen de jóvenes músicos de Ciudad Lineal". Más tarde empieza a cantar en diferentes grupos, casi todos de rock duro, e incluso estuvo una temporada de solista, pero no le convencía, ya que le gustaba el punk de La Polla, el ska combativo de Kortatu, y las letras realistas y de compromiso que contaban verdades, y que la gran mayoría de la gente se escandalizaba al escuchar.

### Ska-P (1993-2005)
Luego junto con Pako, Toni, Kogote y Julio decidieron formar una banda de ska combativo llamada Ska-P. Llevó al local de ensayo dos temas para tocar, uno de ellos muy importante para los comienzos de la banda: «Como un rayo», tema dedicado al equipo de fútbol Rayo Vallecano. Aquello funcionaba muy bien pero se encontró en un grave problema en el ámbito laboral. Contaba con 10 años de antigüedad en una pequeña empresa instaladora de calefacción y aire acondicionado situada en el barrio del Pilar, pero a la vez empezaban a salir actuaciones, teniendo que pedir permiso para poder tocar. Claro que todo tiene su límite, y sus jefes le dieron un ultimátum, "o el trabajo o la música”. Esto fue una difícil decisión para él ya que tenía en su casa a su madre viuda que esperaba un salario para poder vivir, pero sin la música su vida no tendría sentido, así que decidió vivir de la música. Tuvo suerte, el camino artístico lo llevó al inminente estrellato. Las letras de sus canciones tratan generalmente de problemas sociales, como la desigualdad, la globalización, el racismo, etc. Además, deja un mensaje a favor de la libertad, no exento de polémica.

### Parón indefinido (2005-2007)
En 2005, después del aviso del "Parón" por estar lejos de sus familias y amigos, Pulpul le dijo al resto de la banda que continuaran sin él, pero ellos también quisieron cortar, excepto Pipi, que formó parte de otro grupo (The Locos). Ellos no sabían si era para siempre o no. En este tiempo largo, Roberto escribió 17 temas y además se sumaron tres que escribió Joxemi (guitarrista), de esas canciones seleccionaron las mejores y se hizo el nuevo álbum Lágrimas y gozos.

### Regreso con Ska-P (2008-2014)
Al terminar el disco Lágrimas y Gozos empezaron una supuesta mini-gira que terminó en una gira mundial pasando por muchas partes del Mundo. Argentina, Chile, México, Colombia, Grecia y por primera vez en Estados Unidos. La gira que llamaron Gira Lágrimas y Gozos finalizó en diciembre de 2010 en La Nau, València.
El 5 de febrero de 2013, Ska-P lanzó los dos sencillos ("Canto a la rebelión" y "Se acabó") del que sería su nuevo disco, y que llevaría el nombre de 99%. Los sencillos fueron bien acogidos por sus fanes en todo el mundo. El 5 de marzo de 2013, sacaron a la venta su tan esperado álbum 99%, con 15 canciones en las que se abordaban temas como el 15-M, el Club Bildelberg, la corrupción en España y México, la manipulación informativa o el negocio de las farmacéuticas, entre otros.
En mayo de 2014 Pulpul decidió dar su apoyo al partido político Podemos de cara a las elecciones europeas: «Votaré a Podemos. Me parece una iniciativa política muy cercana al pueblo y sus necesidades. Abstenerse no sirve de mucho.».

### Nuevo parón por problemas médicos
En 2015, tras un año sin escenarios, se hizo público en la página oficial de Ska-P el motivo del parón; Pulpul sufre tinnitus. Esto consiste en la percepción de acúfenos o golpes en el oído, y a pesar de que algunos otros músicos padecen estos síntomas y siguen activos, él ha decidido permanecer inactivo debido a que no debe exponerse a la música alta. Cabe aclarar que no ha dejado por completo la música, según él mismo comunica, aún sigue escribiendo canciones que pretende sacar a la luz si consigue eliminar los acúfenos, algo que por ahora es incurable, aunque espera poder dominarlos. El 10 de junio de 2017 comentó en su Twitter: «Seguiré insistiendo hasta estar preparado para enfrentarme a un concierto, os echo mucho de menos».
Regreso de Ska-P
El 23 de noviembre de 2017 Pulpul anunció su regreso con Ska-P, lanzaran un nuevo disco en 2018. 
Se publica en la web oficial de Ska-p los primeros conciertos de la gira. Primer concierto el 15 de septiembre de 2018 en Polonia, partiendo después a Italia, Chile, Uruguay, Ecuador, Colombia y Argentina. 
El 10 de julio de 2018 Pulpul anuncia la grabación del primer videoclip del nuevo disco, en donde participan los actores  Eloy, Oscar y Manuel. 
El 5 de agosto de 2018 se revela la portada y el nombre del nuevo disco, llamado: Game Over. En la cual se aprecia al característico "Gato López" tras un tablero de ajedrez, con cara de enfado. La Ilustración de la portada fue diseñada por Sebastián Kowoll. 